# Elitserien i handboll för damer 1999/2000
Elitserien i handboll för damer 1999/2000 spelades som grundserie 16 september-15 december 1999 och vanns av Skuru IK, och som fortsättningsserie 6 januari-8 mars 2000, vilken vanns av IK Sävehof. IK Sävehof vann sedan det svenska mästerskapet efter slutspel.

## Sluttabell

### Grundserien
| Nr | Lag                   | Matcher | Vinst | Oavgjort | Förlust | +/-      | Poäng |
| -- | --------------------- | ------- | ----- | -------- | ------- | -------- | ----- |
| 1  | Skuru IK              | 16      | 14    | 0        | 1       | 387-247  | 28    |
| 2  | IK Sävehof            | 16      | 11    | 3        | 1       | 354-252  | 25    |
| 3  | Stockholmspolisens IF | 16      | 9     | 3        | 3       | 334-302  | 21    |
| 4  | Team Skåne EIK        | 16      | 8     | 4        | 3       | 326-288  | 20    |
| 5  | Sävsjö HK             | 16      | 9     | 1        | 6       | 346-334  | 19    |
| 6  | HP Warta              | 16      | 9     | 0        | 7       | 359-359  | 18    |
| 7  | Spårvägens HF         | 16      | 6     | 3        | 7       | 315 -315 | 15    |
| 8  | Irsta Västerås        | 16      | 5     | 3        | 7       | 303-317  | 13    |
| 9  | Skövde HF             | 16      | 4     | 2        | 10      | 299-344  | 10    |
| 10 | Skånela IF            | 16      | 4     | 2        | 9       | 288-339  | 10    |
| 11 | Kvinnliga IK Sport    | 16      | 3     | 1        | 12      | 295-369  | 7     |
| 12 | Kungälvs HK           | 16      | 0     | 2        | 14      | 270-397  | 2     |

### Fortsättningsserien
| Nr | Lag                   | Matcher | Vinst | Oavgjort | Förlust | +/-     | Poäng |
| -- | --------------------- | ------- | ----- | -------- | ------- | ------- | ----- |
| 1  | IK Sävehof            | 30      | 25    | 3        | 2       | 734-512 | 53    |
| 2  | Skuru IK              | 30      | 24    | 1        | 5       | 761-528 | 49    |
| 3  | Stockholmspolisens IF | 30      | 18    | 4        | 8       | 667-609 | 40    |
| 4  | Team Skåne EIK        | 30      | 16    | 4        | 10      | 653-612 | 36    |
| 5  | Sävsjö HK             | 30      | 15    | 1        | 14      | 625-640 | 31    |
| 6  | HP Warta              | 30      | 13    | 0        | 17      | 652-706 | 26    |
| 7  | Spårvägens HF         | 30      | 11    | 3        | 16      | 606-648 | 25    |
| 8  | Irsta Västerås        | 30      | 6     | 3        | 21      | 538-677 | 15    |

## Slutspel om svenska mästerskapet

### Åttondelsfinaler: bäst av två
- 21 mars 2000: Kvinnliga IK Sport-Spårvägens HF 19-21
- 21 mars 2000: Irsta Västerås-Skånela IF 20-20
- 23 mars 2000: Spårvägens HF-Kvinnliga IK Sport 21-14 (Spårvägens HF vidare)
- 23 mars 2000: Skånela IF-Irsta Västerås 19-15 (Skånela IF vidare)

### Kvartsfinaler: bäst av tre
- 25 mars 2000: IK Sävehof-HP Warta 30-16
- 25 mars 2000: Skuru IK-Skånela IF 33-15
- 25 mars 2000: Team Skåne EIK-Sävsjö HK 14-15
- ? 2000 Stockholmspolisens IF-Spårvägens HF 20-15

- 27 mars 2000: HP Warta-IK Sävehof 10-21 (IK Sävehof vidare med 2-0 i matcher)
- 27 mars 2000: Sävsjö HK-Team Skåne EIK 23-16 (Sävsjö HK vidare med 2-0 i matcher)
- 27 mars 2000: Skånela IF-Skuru IK 14-18 (Skånela IF vidare med 2-0 i matcher)
- ? 2000 Spårvägens HF-Stockholmspolisens IF 13-15 (Stockholmspolisens IF vidare med 2-0 i matcher)

### Semifinaler: bäst av tre
- 31 mars 2000: IK Sävehof-Sävsjö HK 17-13
- 2 april 2000: Sävsjö HK-IK Sävehof 13-17 (IK Sävehof vidare med 2-0 i matcher)

- ?? 2000 Stockholmspolisens IF-Skuru IK 22-21
- ?? 2000 Skuru IK-Stockholmspolisens IF 24-21
- ?? 2000 Stockholmspolisens IF-Skuru IK 19-15 (Stockholmspolisens IF vidare med 2-1 i matcher)

### Finaler: bäst av fem
- 19 april 2000: IK Sävehof-Stockholmspolisens IF 23-20
- 21 april 2000: Stockholmspolisens IF-IK Sävehof 15-17
- 23 april 2000: IK Sävehof-Stockholmspolisens IF 23-17 (IK Sävehof svenska mästarinnor med 3-0 i matcher)

## Skytteligan
- Kristin Adolfsson, HP Warta - 29 matcher, 175 mål[1]

### Fotnoter
1. ↑  ”Skyttedrottningar 1984–2012”. Svenska Handbollsförbundet. 2011 – 2012. Arkiverad från originalet den 21 april 2013. https://web.archive.org/web/20130421230635/http://www.svenskhandboll.se/ImageVaultFiles/id_2945/cf_31/Elit_Damer_Skyttedrottningar.PDF. Läst 29 juni 2014.